# Rapator

Diagrama esquelético do megarraptor australiano Rapator ornitholestoides.

Rapator é um gênero de dinossauro terópode da Formação Griman Creek de Nova Gales do Sul, Austrália, que data dos estágios Albianos e Cenomaniano do período Cretáceo, há entre 105 e 96 milhões de anos. Ele contém apenas a espécie-tipo, Rapator ornitholestoides, que foi originalmente nomeada por Friedrich von Huene em 1932.